# Tres minutos
Tres Minutos (título original: Three Minutes) es el capítulo n.º 22 de la Segunda Temporada de Lost. Michael está determinado y convence a Jack y a varios sobrevivientes de que lo ayuden a rescatar a Walt de Los Otros. Mientras tanto, Charlie lidia con la decisión de Eko de dejar la construcción de la iglesia. FLASHBACK de Michael Dawson.

## Trama
Mientras que los náufragos se enteran a la vez del regreso de Michael y de lo sucedido con Ana Lucía y Libby, Jack y Michael comienzan los preparativos para ir a rescatar a Walt. Michael insiste en que el equipo de rescate tiene que ser muy pequeño y exige que esté compuesto por él mismo, Jack, Kate, Hurley y Sawyer, el cual cede las armas al grupo no sin un motivo personal, que es vengar lo sucedido a Ana.
Mientras, Charlie y Claire vuelven a acercarse tras el grave problema que tuvieron días atrás, y Eko ha decidido vigilar él mismo el contador del refugio al ver que Locke no parece ya interesado en ello. Este parece perdido y distante y no participa en las actividades del grupo. Al final, misteriosamente, camina por la playa hacia el horizonte.
Sayid sospecha del comportamiento alterado de Michael y así se lo hace saber a Jack, de modo que ambos deciden seguirle la corriente para averiguar si realmente hay algo extraño tras su manera de actuar. Sin embargo, antes de que puedan averiguar lo que sucede con Michael, un acontecimiento coge por sorpresa a todo el grupo cuando aparece algo en el horizonte que se está aproximando a la isla.

## Otros Capítulos
- Capítulo Anterior: ?
- Capítulo Siguiente: Vivir Juntos, Morir Solos - Parte 1